# Макс Шмелинг Хале
„Макс Шмелинг Хале“ е закрита арена, намираща се в Берлин, Германия.
Залата отваря врати на 14 декември 1996 г. Има капацитет 10 500 зрители. Арената е наименувана на германския световен шампион по бокс Макс Шмелинг.